# Donaghcloney
Donaghcloney är en ort i Storbritannien.   Den ligger i riksdelen Nordirland, i den västra delen av landet, 500 km nordväst om huvudstaden London. Donaghcloney ligger 53 meter över havet och antalet invånare är 972.
Terrängen runt Donaghcloney är platt. Runt Donaghcloney är det ganska tätbefolkat, med 179 invånare per kvadratkilometer. Närmaste större samhälle är Lisburn, 18,5 km nordost om Donaghcloney. Trakten runt Donaghcloney består i huvudsak av gräsmarker.